# Dominique Andolfatto
Dominique Andolfatto, né en 1961, est un politologue français.
Spécialiste du syndicalisme et des relations professionnelles, il enseigne notamment la science politique à l'université de Bourgogne et est chercheur au Credespo.

## Biographie
Dominique Andolfatto est un ancien élève de l'Institut d'études politiques de Grenoble. 
Il est professeur en science politique à l'université de Bourgogne, chercheur au Credespo. Il enseigne à la Faculté de droit de Dijon après avoir enseigné à l'Institut d'études politiques de Grenoble puis à la Faculté de droit de Nancy. Il a été chercheur au CNAM.
Il a publié plusieurs ouvrages sur le syndicalisme, les relations industrielles, les partis et le personnel politiques (en particulier le Parti communiste français et la sociologie des parlementaires). 
Ses travaux mettent l'accent sur des dimensions souvent négligées[réf. souhaitée] des organisations syndicales : les implantations syndicales (et l'évolution des taux de syndicalisation), la sociologie des adhérents, la sélection des dirigeants, les modes de fonctionnement internes, les ressources, la pratique et la portée de la négociation avec les employeurs et l'État (dont l'implication des syndicats dans la fabrique des politiques publiques et l'impact de celles-ci sur les organisations syndicales), les élections professionnelles, les conflits sociaux… 
Avec Dominique Labbé, il analyse régulièrement l'actualité sociale dans les revues Commentaire et Le Débat. Avec Alexandra Goujon et Agnès Alexandre-Collier, il anime un projet de recherche sur le renouvellement militant au sein et aux marges des partis politiques.